# Peanosche Fläche

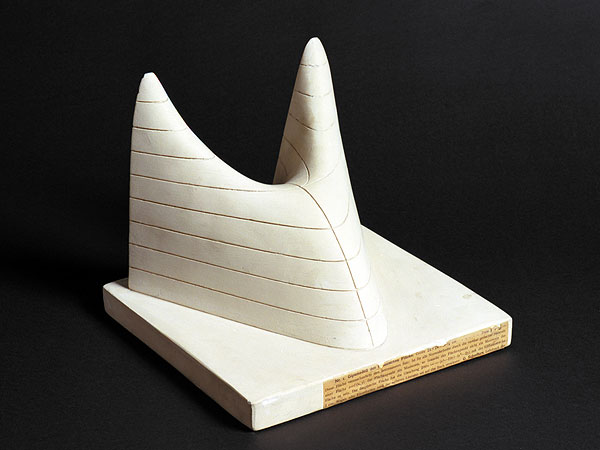
Modell der peanoschen Fläche in der Dresdener Modellsammlung

In der Mathematik ist die peanosche Fläche der Graph der Funktion
{\displaystyle f(x,y)=(2x^{2}-y)(y-x^{2})\ .}
Sie wurde 1899 von Giuseppe Peano als Gegenbeispiel zu einer Vermutung für die Existenz eines lokalen Maximums/Minimums einer Funktion von zwei Variablen angegeben.
Diese Fläche wurde 1920 von Georg Scheffers in seinem Lehrbuch der darstellenden Geometrie als Fläche von Peano bezeichnet. Sie wird auch Peano-Sattel genannt.

## Die zu widerlegende Vermutung

Peano-Fläche

Vermutung: Haben die Schnitte des Graphen einer Funktion {\displaystyle f(x,y)} mit Ebenen durch die {\displaystyle z}-Achse an der Stelle {\displaystyle (0,0)} alle ein lokales Maximum, so hat auch die Funktion {\displaystyle f} an der Stelle {\displaystyle (0,0)} ein lokales Maximum.
Die Fläche von Peano zeigt: Diese Vermutung ist falsch. Dafür genügt es zu zeigen, dass für die Funktion {\displaystyle f(x,y)=(2x^{2}-y)(y-x^{2})} gilt:
1. Jede Schnittkurve der Fläche mit einer Ebene durch die {\displaystyle z}-Achse besitzt im Punkt {\displaystyle (0,0,0)} ein lokales Maximum.
2. In jeder Umgebung von {\displaystyle (0,0)} besitzt {\displaystyle f} sowohl positive als auch negative Werte.

## Eigenschaften der Funktionf
Die Funktion {\displaystyle f(x,y)=(2x^{2}-y)(y-x^{2})} besitzt folgende Eigenschaften:
1. {\displaystyle f(x,y)=0\;} auf den Parabeln {\displaystyle y=2x^{2}} und {\displaystyle y=x^{2}}.
2. {\displaystyle f(x,y)>0\;} zwischen diesen Parabeln, also für {\displaystyle x^{2}<y<2x^{2}} (im Bild rosa) und
3. {\displaystyle f(x,y)<0\;} sonst (im Bild hellblau).
4. Schränkt man {\displaystyle f} durch {\displaystyle ax+by=0} mit {\displaystyle a^{2}+b^{2}>0} ein, so prüft man leicht nach, dass jede solche Einschränkung von {\displaystyle f} im Nullpunkt {\displaystyle (0,0,0)} ein lokales Maximum besitzt.
5. Die Funktionswerte entlang der Parabel {\displaystyle y={\sqrt {2}}x^{2}} (im Bild rot) sind außerhalb des Nullpunktes positiv (!). {\displaystyle f} hat also im Nullpunkt einen Sattelpunkt. (Für diese Überlegung kann man eine beliebige zwischen den Parabeln verlaufende Kurve verwenden.)

Der übliche Sattelpunkt-Test mit der Determinante der Hessematrix liefert kein Ergebnis, da die Determinante 0 ist.